# Uber Cup
La Uber Cup, chiamata anche Campionato mondiale a squadre femminile, è la maggior competizione internazionale di badminton riservata a squadre femminili.
La prima edizione del torneo si è svolta nel 1957 e da allora di è svolta ogni tre anni fino al 1984. Dal 1984 la manifestazione è stata svolta ogni due anni, per allineare le date e le sedi con quelle della Thomas Cup, la corrispondente manifestazione mondiale riservata alle squadre maschili.
Il torneo prende il nome da Betty Uber, giocatrice inglese che ebbe l'idea di svolgere un torneo femminile.

## Edizioni e podi
| Anno | #      | Sede (città e nazione)      | Oro           | Argento       | Bronzo                   |
| ---- | ------ | --------------------------- | ------------- | ------------- | ------------------------ |
| 1957 | I      | Lancashire ( Inghilterra)   | Stati Uniti   | Danimarca     |                          |
| 1960 | II     | Filadelfia ( Stati Uniti)   | Stati Uniti   | Danimarca     |                          |
| 1963 | III    | Wilmington ( Stati Uniti)   | Stati Uniti   | Inghilterra   |                          |
| 1966 | IV     | Wellington ( Nuova Zelanda) | Giappone      | Stati Uniti   |                          |
| 1969 | V      | Tokyo ( Giappone)           | Giappone      | Indonesia     |                          |
| 1972 | VI     | Tokyo ( Giappone)           | Giappone      | Indonesia     |                          |
| 1975 | VII    | Giacarta ( Indonesia)       | Indonesia     | Giappone      |                          |
| 1978 | VIII   | Auckland ( Nuova Zelanda)   | Giappone      | Indonesia     |                          |
| 1981 | IX     | Tokyo ( Giappone)           | Giappone      | Indonesia     |                          |
| 1984 | X      | Kuala Lumpur ( Malaysia)    | Cina          | Inghilterra   | Corea del Sud            |
| 1986 | XI     | Giacarta ( Indonesia)       | Cina          | Indonesia     | Corea del Sud            |
| 1988 | XII    | Kuala Lumpur ( Malaysia)    | Cina          | Corea del Sud | Indonesia                |
| 1990 | XIII   | Nagoya-Tokyo ( Giappone)    | Cina          | Corea del Sud | Indonesia Giappone       |
| 1992 | XIV    | Kuala Lumpur ( Malaysia)    | Cina          | Corea del Sud | Svezia Indonesia         |
| 1994 | XV     | Giacarta ( Indonesia)       | Indonesia     | Cina          | Svezia Corea del Sud     |
| 1996 | XVI    | Hong Kong                   | Indonesia     | Cina          | Corea del Sud Danimarca  |
| 1998 | XVII   | Hong Kong                   | Cina          | Indonesia     | Danimarca Corea del Sud  |
| 2000 | XVIII  | Kuala Lumpur ( Malaysia)    | Cina          | Danimarca     | Indonesia Corea del Sud  |
| 2002 | XIX    | Canton ( Cina)              | Cina          | Corea del Sud | Paesi Bassi Hong Kong    |
| 2004 | XX     | Giacarta ( Indonesia)       | Cina          | Corea del Sud | Danimarca Giappone       |
| 2006 | XXI    | Sendai-Tokyo ( Giappone)    | Cina          | Paesi Bassi   | Germania Taipei Cinese   |
| 2008 | XXII   | Giacarta ( Indonesia)       | Cina          | Indonesia     | Corea del Sud Germania   |
| 2010 | XXIII  | Kuala Lumpur ( Malaysia)    | Corea del Sud | Cina          | Giappone Indonesia       |
| 2012 | XXIV   | Wuhan ( Cina)               | Cina          | Corea del Sud | Thailandia Giappone      |
| 2014 | XXV    | New Delhi ( India)          | Cina          | Giappone      | India Corea del Sud      |
| 2016 | XXVI   | Kunshan ( Corea del Sud)    | Cina          | Corea del Sud | India Giappone           |
| 2018 | XXVII  | Bangkok ( Thailandia)       | Giappone      | Thailandia    | Corea del Sud Cina       |
| 2020 | XXVIII | Aarhus ( Danimarca)         | Cina          | Giappone      | Corea del Sud Thailandia |
| 2022 | XXIX   | Bangkok ( Thailandia)       | Corea del Sud | Cina          | Giappone Thailandia      |

## Successi per nazione
| Squadra       | Numero di vittorie                                                                               | Numero di volte finalista                      |
| ------------- | ------------------------------------------------------------------------------------------------ | ---------------------------------------------- |
| Cina          | 15 (1984, 1986, 1988, 1990, 1992, 1998, 2000, 2002*, 2004, 2006, 2008, 2012*, 2014, 2016*, 2020) | 4 (1994, 1996, 2010, 2022)                     |
| Giappone      | 6 (1966, 1969*, 1972*, 1978, 1981*, 2018)                                                        | 3 (1975, 2014, 2020)                           |
| Indonesia     | 3 (1975*, 1994*, 1996)                                                                           | 7 (1969, 1972, 1978, 1981, 1986*, 1998, 2008*) |
| Stati Uniti   | 3 (1957, 1960*, 1963*)                                                                           | 1 (1966)                                       |
| Corea del Sud | 2 (2010, 2022)                                                                                   | 7 (1988, 1990, 1992, 2002, 2004, 2012, 2016)   |
| Danimarca     |                                                                                                  | 3 (1957, 1960, 2000)                           |
| Inghilterra   |                                                                                                  | 2 (1963, 1984)                                 |
| Paesi Bassi   |                                                                                                  | 1 (2006)                                       |
| Thailandia    |                                                                                                  | 1 (2018*)                                      |

* = anche Paese ospitante

## Partecipazioni
Le nazionali che hanno preso parte al maggior numero di edizioni del torneo sono Indonesia e Giappone, presenti 26 volte. Esse sono seguite da Danimarca (22), Corea del Sud e Cina (20), Inghilterra e Malaysia (14), Canada (13), Stati Uniti (12), Germania (11), Paesi Bassi (10).